# Avalanche (Bring Me the Horizon)
Avalanche è un singolo del gruppo musicale britannico Bring Me the Horizon, il quinto estratto del loro quinto album in studio That's the Spirit, del 2015.
Il brano è stato pubblicato digitalmente su Google Play il 10 settembre 2015, un giorno prima dell'uscita di That's the Spirit.
Il 23 giugno 2016 viene estratto come singolo dall'album; contestualmente viene pubblicato sul canale YouTube dei Bring Me the Horizon un video ufficiale della canzone, diretto da Tom Sykes, fratello del cantante Oliver Sykes.

## Tracce
Download digitale
Testi di Oliver Sykes, musiche di Bring Me the Horizon.
1. Avalanche – 4:22

CD promozionale (Regno Unito)
1. Avalanche (Radio Edit) – 3:29

## Formazione
Bring Me the Horizon
- Oliver Sykes – voce
- Lee Malia − chitarra
- Matt Kean − basso
- Matthew Nicholls − batteria, percussioni
- Jordan Fish − tastiera, sintetizzatore, programmazione, cori

Altri musicisti
- Maddie Cutter − violoncello
- Will Harvey − violino

## Classifiche
| Classifica (2015)          | Posizione massima |
| -------------------------- | ----------------- |
| Regno Unito                | 97                |
| Regno Unito (rock & metal) | 7                 |